# 伊格爾克里克鎮區 (伊利諾伊州加拉廷縣)
伊格爾克里克鎮區（英語：Eagle Creek Township）是位於美國伊利諾伊州加拉廷縣的一個行政鎮區。

## 地方資料
根據2010年美國人口普查的數據，伊格爾克里克鎮區的面積為96.40平方千米，當中陸地面積為95.60平方千米，而水域面積為0.00平方千米。當地共有人口176人，而人口密度為每平方千米1.83人。